# 克利夫 (新墨西哥州)
克利夫（英語：Cliff）是位於美國新墨西哥州格蘭特縣的普查規定居民點。

## 人口
根據2020年美國人口普查的數據，克利夫的面積為26.55平方千米，皆為陸地。當地共有人口284人，而人口密度為每平方千米10.7人。